# Rolf Larcher
Rolf Larcher, född 9 juni 1934 i Meilen, död 5 mars 2024, var en schweizisk roddare.
Larcher blev olympisk bronsmedaljör i dubbelsculler vid sommarspelen 1960 i Rom.